# Strada statale 521 di Morro
La ex strada statale 521 di Morro (SS 521), ora strada regionale 521 di Morro (SR 521), è una strada regionale italiana che si snoda nella Provincia di Rieti. È il principale collegamento di Rieti con Leonessa e il suo altopiano, nonché con la cittadina umbra di Cascia.

## Percorso
La strada ha inizio al margine settentrionale della Piana di Rieti, nella località La Spera (420 metri s.l.m.) del comune di Rivodutri, distaccandosi dalla strada regionale 79 Ternana (che fino al 1995 era classificata come strada statale e costituiva il principale collegamento tra Rieti e Terni, ma ha perso importanza con la successiva inaugurazione della superstrada Rieti-Terni, che segue un percorso diverso). L'arteria si dirige verso nord, salendo di altitudine con andamento alquanto tortuoso, e raggiunge il centro abitato di Morro Reatino (744 metri). Il percorso poi piega verso est, risalendo la valle del Rio Fuscello o Fosso di Leonessa, e continua a salire d'altitudine, lambendo il confine con l'Umbria, fino a raggiungere il culmine poco dopo il km 19, presso il valico di Torre Fuscello (1050 m s.l.m.).
Dal punto di valico ha inizio una variante di tracciato realizzata negli anni Settanta, che ha sostituito l'antico percorso (angusto e tortuoso, che seguiva la mezzacosta del Monte Tilia) con un tracciato a scorrimento veloce, più rettilineo e privo di intersezioni a raso. Dopo aver superato una galleria paramassi e il bivio per il vecchio tracciato, la strada ridiscende nell'altopiano di Leonessa (970 m s.l.m.) per mezzo dell'imponente viadotto in cemento armato Forcamelone, lungo 1,3 km per un totale di 12 campate, e posto a ben 100 metri di altezza sul fondovalle. Tornata in piano, la strada presenta uno svincolo a piani sfalsati per alcune frazioni del comune di Leonessa, poi attraversa l'altopiano fino a raggiungere la periferia settentrionale di Leonessa, dove termina innestandosi per mezzo di una rotatoria sulla strada statale 471 di Leonessa (che permette di raggiungere Cascia a nord e Posta e la Via Salaria ad est).
In seguito al decreto legislativo n. 112 del 1998, dal 1º febbraio 2002 la gestione è passata dall'ANAS alla Regione Lazio, che ha ulteriormente devoluto le competenze alla Provincia di Rieti. Dal 5 marzo 2007 la società Astral ha acquisito la titolarità di concessionario di tale tratto.
| SR 521 Strada Regionale di Morro |       |                                                  |
| Tipo                             | Km    | Uscita                                           |
|                                  | 0     | ex Ternana Rieti, Terni                          |
|                                  | 2,5   | Collatea                                         |
|                                  | 3,7   | Santarioli                                       |
|                                  | 5,5   | Strada provinciale n. 5 di Leonessa Terni, Labro |
|                                  | 6     | Morro Reatino                                    |
|                                  | 7,350 | Strada provinciale n. 3 Rivodutri                |
|                                  | 19    | Valico di Torre Fuscello (1050 m s.l.m.)         |
|                                  | 21    | Viadotto Forca Melone (1302 m)                   |
|                                  | 23    | Villa Bigioni - Villa Carmine - Villa Pulcini    |
|                                  | 25    | Leonessa                                         |
| di Leonessa Cascia, Posta        | 25    |                                                  |